# Mae Nam Kok
Der Mae Nam Kok (แม่น้ำกก, Aussprache: [mɛ̂ː náːm kòk], „Kok-Fluss“), oder nur Kok, ist ein Nebenfluss des Mekong im Osten Myanmars und der Nordregion von Thailand.
Er entspringt im Shan-Staat in Myanmar. Er fließt dann südlich bis zur Grenze Myanmar-Thailand, wo er bei Tha Ton (ท่าตอน) im Landkreis Mae Ai in der Provinz Chiang Mai nach Thailand eintritt. Etwa 100 Kilometer seiner Länge in Thailand liegen in der Provinz Chiang Rai. Er fließt durch die Landkreise Mueang Chiang Rai, Mae Chan, Chiang Saen und Wiang Chai.
Im Landkreis Chiang Saen mündet er in den Mekong.